# Boljanić
Boljanić (cyr. Бољанић) – wieś w Bośni i Hercegowinie, w Republice Serbskiej, w mieście Doboj. W 2013 roku liczyła 1714 mieszkańców.